# Agostino Barbarigo (Admiral)

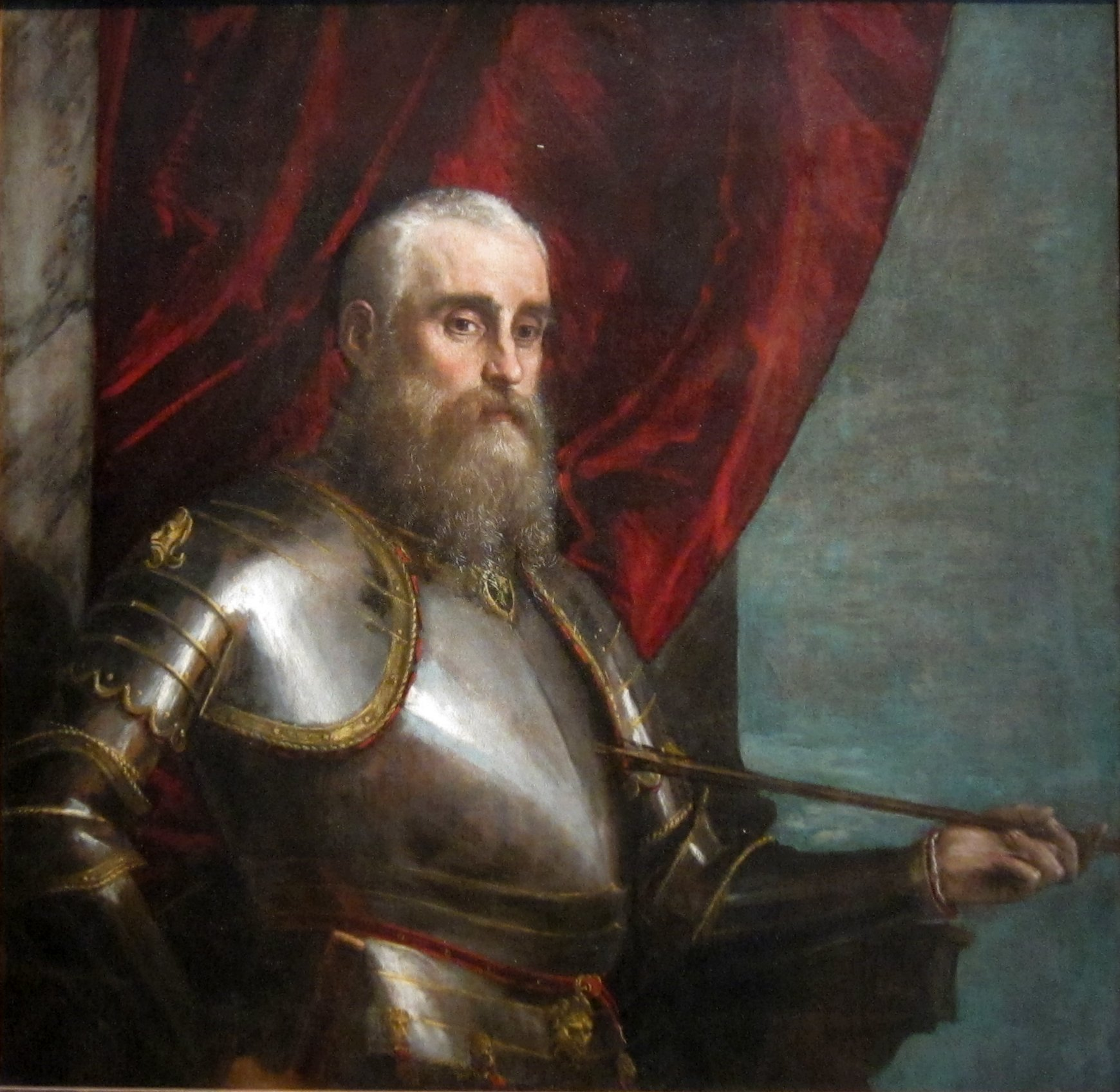
Agostino Barbarigo von Paolo Veronese

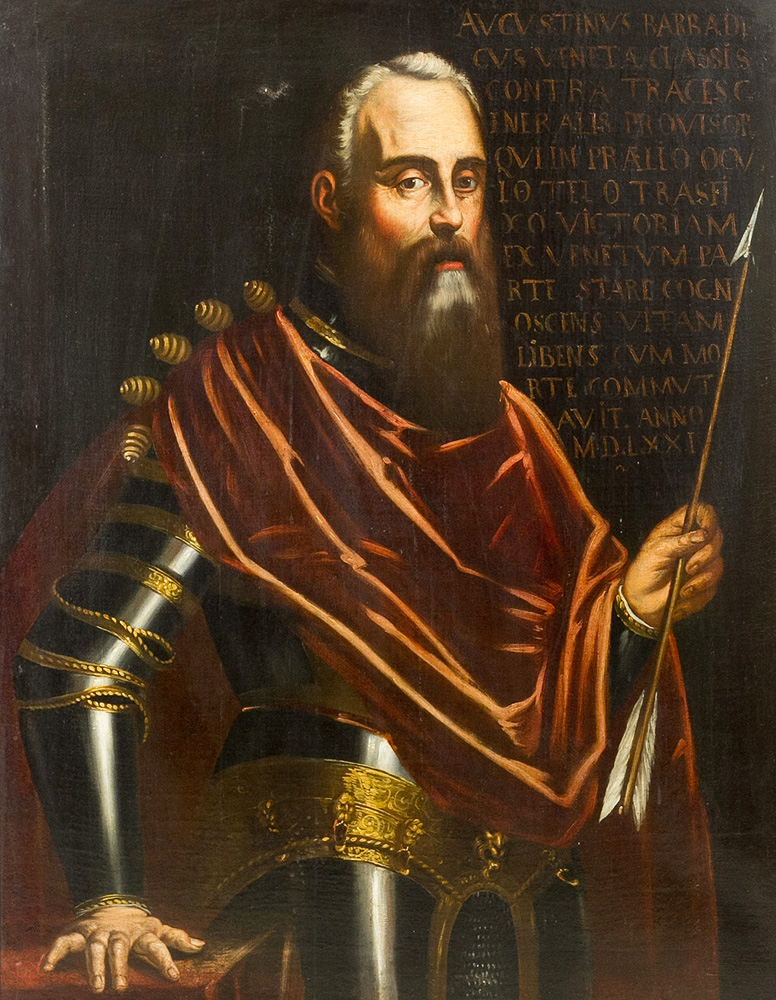
… und nach Jacopo Tintoretto

Agostino Barbarigo (* 22. Januar 1516 in Venedig; † 9. Oktober 1571 im Golf von Patras) war ein venezianischer Provveditore und Generalkapitän, der in der Schlacht von Lepanto tödlich verwundet wurde.

## Leben
Er wurde 1516 als Sohn von Giovanni Barbarigo und der Elisabetta Dandolo geboren. Am 5. Juni 1543 heiratete er Elena Pasqualigo und am 30. April 1554 in zweiter Ehe Lucia Pesaro. Im Herbst 1554 wurde er nach üblichen Positionen der Adeligen in der Verwaltung zum Botschafter nach Frankreich entsandt, wo er bis 1557 verblieb. In Begleitung seines Vorgängers Giovanni Capello überreichte er in Paris am 11. November 1554 die Beglaubigungsschreiben Venedigs, in denen er dem König von Frankreich die Neutralität der Republik für die Vorbereitungen des französischen Eingreifens in Italien zusicherte.
Zusammen mit Andrea Biagio Badoer ging Barbarigo dann im Herbst 1560 als außerordentlicher Botschafter nach Madrid, um bei Philipp II. das Wohlwollen der Serenissima darzulegen. Philipp II. antwortete, indem er darauf hinwies, er wolle mit Venedig nicht nur mit liebevoller Güte korrespondieren, sondern auch mit etwas anderem, als der Anlass und sagte, dass die Serenisima verdient". Barbarigo wurde dann zum Kapitän in Friaul ernannt, ein Amt das er am 15. Februar 1561 antrat und bis 15. April 1562 innehatte. Am 27. August 1564 wurde er zum Kapitän von Padua gewählt und bekleidete diese Position zusammen mit dem Podestà Giovanni Battista Contarini ab dem 28. Januar 1565. Von 1565 bis April 1566 zeichnete sie sich durch einige energische Maßnahmen aus, die darauf abzielten, die schwerwiegenden Verwaltungs-Störungen dieser Stadt und auf dem Gebiet von Padua zu beseitigen sowie die Befestigungen und die Ausbildung von Soldaten wiederherzustellen.
Am 12. Oktober 1567 wurde er zum Generalleutnant der von Venedig kontrollierten Insel Zypern gewählt, konnte aber sein Amt nicht antreten, da er im Dezember desselben Jahres zum Grenzbeamten ernannt wurde und zusammen mit Andrea Biagio Badoer und Sebastiano Venier warten musste, bis der erbitterte Streit um die Grenze an der Veneto-Friauler Terraferma abgeschlossen war. Er hatte dann Gelegenheit, seine Fähigkeiten als Kommandant in der in seiner Familie traditionellen Seefahrt zu beweisen, als der venezianische Senat Ende 1570 die Ineffizienz der Flotte beheben wollte.
In den ersten Monaten des Jahres 1571 ging es auch darum, die unter dem Befehl von Girolamo Zane geschwächte venezianische Armee neu zu organisieren und die Disziplin wiederherzustellen. Barbarigo kam nach Korfu, dem neu gewählten Generalkapitän von Mar, Sebastiano Venier, sandte er das Banner der Flotte, während er selbst die Position des Generaladministrators mit der gleichen Autorität wie der Generalkapitän erhielt. Barbarigo trug viel dazu bei, die ungestüme Politik von Venier auszugleichen: Nachdem er von dem erfolglosen Unterfangen von Durazzo abgeraten hatte, widersetzte er sich der voreiligen Absicht, sich der türkischen Armee vor Candia zu stellen. Seine Anwesenheit neben Sebastiano Venier war insbesondere während der Konzentration der alliierten Streitkräfte von großer Bedeutung. Die venezianische Flotte war am 23. Juli 1571 in Messina eingetroffen. Nach den Unruhen der spanischen Seeleute zögerte Venier nicht, drei von ihnen hängen zu lassen, was bei Juan de Austria zu einer solchen Empörung führte, dass Barbarigo und Marcantonio Colonna einen Streit zwischen denselben Verbündeten kaum vermeiden konnten. Es wurde beschlossen, in den Kriegsräten Venier durch Barbarigo zu ersetzen.

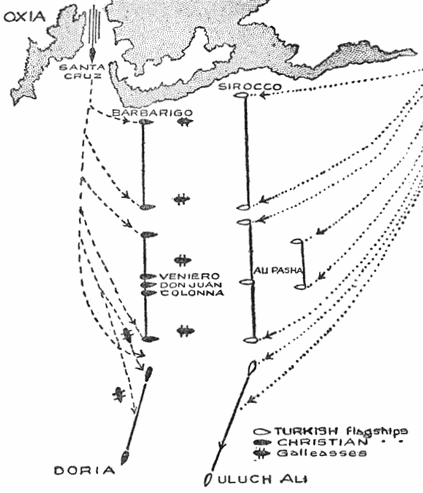
Schlachtformation

In der Schlacht von Lepanto kommandierte Barbarigo als „Prirno-Kämpfer“ den linken Flügel der christlichen Flotte, welcher an die Insel Oxia anlehnte.  Er wurde sogar mit dem Beinamen „Epaminondas der Neuzeit“ ausgezeichnet.  Die Venezianer konnten die erste und schwerste Attacke von Mehemet Scirocco (Shóràq) vereiteln, der die Umfassung mit 15 Galeeren bedrohte, die zwischen die Flotte geschickt wurden. Barbarigo schloss sofort den Durchgang und warf sich mit eigenen seiner Galeeren in den Kampf. Er musste dann den gleichzeitigen Angriff von sechs türkischen Galeeren abschlagen: Zweimal hintereinander wurden die Gegner zurückgeschlagen, dabei wurde Barbarigo aber tödlich verwundet und starb zwei Tage später auf See am 9. Oktober 1571.